# جون باتشيلور
جون باتشيلور (بالإنجليزية: John Batchelor)‏ هو ممثل أسترالي، ولد في 25 سبتمبر 1969 في سنغافورة.

## وصلات خارجية
- جون باتشيلور على موقع IMDb (الإنجليزية)
- جون باتشيلور على موقع قاعدة بيانات الفيلم (الإنجليزية)